# Liste der Baudenkmäler in Neunburg vorm Wald
Auf dieser Seite sind die Baudenkmäler in der Oberpfälzer Stadt Neunburg vorm Wald zusammengestellt. Diese Tabelle ist eine Teilliste der Liste der Baudenkmäler in Bayern. Grundlage ist die Bayerische Denkmalliste, die auf Basis des Bayerischen Denkmalschutzgesetzes vom 1. Oktober 1973 erstmals erstellt wurde und seither durch das Bayerische Landesamt für Denkmalpflege geführt wird. Die folgenden Angaben ersetzen nicht die rechtsverbindliche Auskunft der Denkmalschutzbehörde.
 Die Liste gibt den Fortschreibungsstand vom 25. Januar 2018 wieder und umfasst 129 Baudenkmäler.

## Ensembles

### Ensemble Altstadt Neunburg vorm Wald
Das Ensemble umfasst die Altstadt Neunburg vorm Wald im Verlauf der hochmittelalterlichen Stadtbefestigung mit Teilen des ehemaligen Stadtgrabens sowie die flankierenden Gebäude am westlichen Zugang zur Altstadt.
Neunburg liegt auf einem Granitsporn, der sich wie ein spitzes Dreieck von Osten nach Westen bis an die Mündungsstelle des Rötzerbaches in die Schwarzach heranschiebt. Durch die Geländeerhebung und die Flankierung der genannten Wasserläufe südlich und nördlich ergab sich ein idealer Befestigungsplatz. An der Westspitze, wo der Felsabfall am steilsten ist und ungefähr 20 Meter Höhenunterschied erreicht, wurde eine Burg errichtet und mit einem Halsgraben vom östlichen Vorgelände abgetrennt.
Wohl im 14. Jahrhundert war eine Ausdehnung der Siedlung östlich dieses Burggrabens mit einer zweiten, anschließenden Befestigung nötig geworden: im Osten, d. h. gleichsam an der Basis des Dreiecks, wurde ein neuer großer Halsgraben ausgehoben und um 1420 vollendet; Ringmauer und Türme mit eigenem Zwinger, davor die Wasserflächen des Oberen Torweihers außerhalb des Halsgrabens und des Unteren Torweihers am Rötzerbach sowie die Beflutungsmöglichkeit des Grabens mit Schwarzachwasser durch eine Schleusenvorrichtung unterhalb des auf Eichenpfahlrost stehenden Nordost-Turmes, des sogenannten Schiltenhilms, bewirkten, dass Neunburg eine rings von Wasser umgebene befestigte Stadt wurde, an deren Festungswerken der Hussiteneinfall von 1418 gescheitert sein soll. Neben den beiden Haupttoren, dem Oberen Tor und dem Unteren Tor gab es im Norden noch ein kleines Tor zum Wasserholen in der Schwarzach, das durch ein Bollwerk geschützte „Wassertor“, und im Süden eine Tür für die Tuchmacher, wodurch sie in die „Rahm“ am Unteren Torweiher hinausgelangen konnten, wo die „Rahmen“ zum Trocknen der Tücher waren.
1323 hatte Kaiser Ludwig der Bayer den Bürgern von Neunburg auf acht Jahre volle Steuerfreiheit gewährt, damit sie ihre Befestigung bauen und die Stadt besser instand setzen könnten. Am Anfang des 17. Jahrhunderts wurde die Befestigung vernachlässigt, so dass 1634 die Schweden die Stadt einnehmen konnten; unter dem Zwang der Besatzer wurde die Mauer ausgebessert und das Obere Tor 1636 erneuert, ehe 1641 die von den Schweden besetzte Stadt durch die Kaiserlichen eingenommen wurde.
Trotz der Beseitigung der beiden Tore und eines Großteils der Festungsanlage sowie Detailveränderungen im Altstadtbereich ist die mittelalterliche Anlage der Stadt bis heute ablesbar. Die Hauptstraßenachse steigt vom Unteren Tor an der Nordflanke der Burgmauer in die Höhe, welche sie beim Burggraben erreicht hat, der nun vom spätgotischen Rathaus überbaut ist, und führt von da geradeaus zum ehemaligen Oberen Tor. Von der Bergstraße führt eine Abzweigung durch das Burgtor in den Burg- und Kirchenbereich, dem höchsten Punkt der Erhebung. An den Nordriegel der Burg, den Dürnitz-Stock oder das sogenannte Alte Schloss, einen aus dem 14./15. Jahrhundert stammenden und im 19. Jahrhundert für ein Bezirksgericht umgebauten Langflügel mit westlich vorkantendem Wartturm schließt sich spitzwinklig in südöstlicher Richtung der lange Riegel des sogenannten Neuen Schlosses an, eines herrschaftlichen Wohnbaues des herzoglichen Nebensitzes aus der ersten Hälfte des 16. Jahrhunderts. Das spätgotische Rathaus markiert die Nahtstelle zwischen dem herrschaftlichen Burgbereich und dem bürgerlichen Siedlungsbereich entlang der oberen Hauptstraße, wo in der aus dem 17.–19. Jahrhundert stammenden Bebauung die zwei kleinen Plätze des Hahnenplatzes und des Schrannenplatzes ausgespart sind. Die hier verbreiterte, von giebel- und traufständigen Häusern gesäumte Hauptstraße verengt sich wieder an der Stelle des ehemaligen Oberen Tores. Neben der herrschaftlichen Bebauung im Westen und der teils handwerklich, teils bürgerlich bestimmten Bebauung im Osten lässt sich in den am Rande gelegenen Südost- und Nordostecken, Am Bügerl und Im Bleihof, die soziale Struktur in ein- bis zweigeschossigen Kleinhäusern des 17.–19. Jahrhunderts ablesen. Für die landschaftliche Fernwirkung sind die beherrschenden Bauten des Schlosses und des Langhauses der Pfarrkirche mit ihrem kuppelbekrönten Turm dominierend.
Die empfindlichste Störung erfuhr das Ensemble im Bereich südlich der Pfarrkirche durch die Errichtung unmaßstäblicher Neubauten. Zusätzlich wurde die bauliche Substanz der Altstadt durch Überformungen und in der Kubatur angepasste Neubauten in der zweiten Hälfte des 20. Jahrhunderts teilweise verändert und reduziert.
Aktennummer: E-3-76-147-1

### Ensemble Vorstadt Am Aign
Gegenüber dem befestigten Unteren Tor mit seiner Wasserstauvorrichtung für den Unteren Torweiher wurde eine Vorstadt angelegt, deren Gründungskern um die romanische St.-Jakobs-Kirche gelegen ist. Der Friedhof, der sich früher um die Kirche herumlegte, ist unterdessen aufgelassen; die Kirche ist heute umgeben von Gast- und Wohnhausbauten des 17.–19. Jahrhunderts an der Hauptzufahrtsstraße aus Richtung Amberg und Schwandorf.
Aktennummer: E-3-76-147-2

### Ensemble Ortskern Seebarn

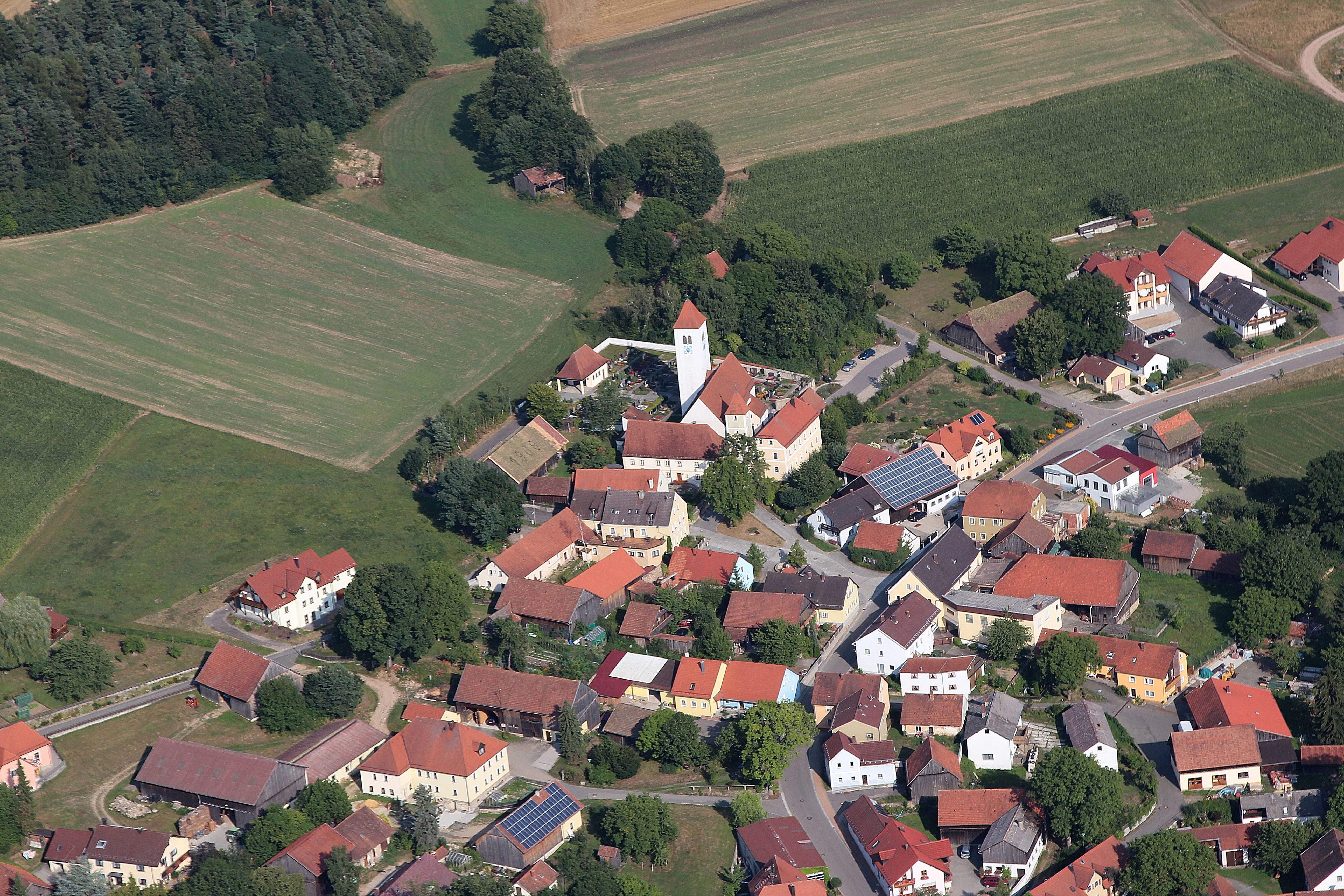

Das Ensemble umfasst das dörfliche Zentrum des Ortes mit dem Kirchenbezirk, der Schule und dem Gasthof.
An der Durchfahrtsstraße eröffnet sich vom traufseitig stehenden Gasthof aus ein ansteigender Dorfplatz mit seitlich flankierenden Anwesen, deren Staffelung trichterförmig zum architektonischen Höhepunkt mit Kirche, Pfarrhof, Schulhaus und Kirchhof-Wehrturm hinzielt. Gerade die Korrespondenz zwischen diesem kleineren sogenannten Schulturm und dem größeren Kirchturm ergibt ein malerisches Bild und zeigt hier eindrucksvoll wie selten andernorts die Ausprägung eines ländlichen Mittelpunkts in spätmittelalterlicher Zeit.
Aktennummer: E-3-76-147-3

## Stadtbefestigung
Aktennummer D-3-76-147-1
Ehemalige Stadtbefestigung, Anlage des Berings ab 1323, der über dreieckigem Grundriss um den Burgfelsen geschlagene Halsgraben wird um 14. Jahrhundert um einen zweiten Halsgraben im Osten erweitert, beide Abschnittgräben werden bis 1420 als Ringmauer mit Türmen, Toren und vorgelagertem Zwinger vollendet und durch Weiher und Beflutungsmöglichkeit des Grabens außerdem gesichert, im 19. Jahrhundert größtenteils abgebrochen;
Granitquader- und Bruchsteinwerk: Zwingermauer mit einbezogener mittelalterlicher Burgmauer, in weitgehend erhaltenen Abschnitten im Westen der Stadt entlang des Burgbergs unter den Adressen Im Berg 1, 2, 4, 7, 9, 11, 12, 13, 15, 17, 19 und 20 als auch in den Bereichen der Buchbindergasse 1 und Nähe Halsgraben, einbezogene Teilstücke der Burgmauer außerdem entlang der Hauptstraße in den Abschnitten Hauptstraße 16, 18;
Teile des südlichen und östlichen Zwingermauerverlaufs mit einbezogenen Reststücken der Stadtmauer, letztere zum Teil wohl mit Wohnhäusern überbaut, im Bereich Am Bügerl 2, 4, 12, 14, 16, 18 und Konrad-Adenauer-Straße 5 bzw. mit Reststück der Bastion bei Rahm 5a, im Osten in den Bereichen Am Bürgerl 22, 24, 26, 28 bzw. Rahm 7, erhaltene Abschnitte der Stadtmauer und der Zwingermauer mit erniedrigten Kleinbastionen an der nördlichen Ostseite unter Im Bleihof 9, 11, 15 und 17, Rest des nördlichen Mauerabschnitts vorhanden unter der Adresse im Bleihof 7 und Nähe Wassergasse;
vier erhaltene Befestigungstürme:
- Eckturm (Im Bleihof), sogenannter Schiltenhilm, quadratischer dreigeschossiger Turm mit Pyramidendach, Keller und Erdgeschoss aus Granitquaderwerk, 15. Jahrhundert, obere Geschosses 1817, 1937 zum Teil abgetragen, 2001/02 instand gesetzt
- südwestlicher Burgbefestigungsturm (Im Berg 15), dreigeschossiger Rechteckturm mit Pyramidendach aus Bruchsteinmauerwerk, in ehemaliges Gefängnisgebäude integriert, mittelalterlich
- Halbrundturm (Hauptstraße 48), dreigeschossiger Bau mit Kegeldach, 15. Jahrhundert, in Wohnhaus miteinbezogen
- Wehrturm, sogenannter Bügerlturm (Am Bügerl 2), als Wohnhaus ausgebaut, dreigeschossiger und verputzter Satteldachbau, 15. Jahrhundert

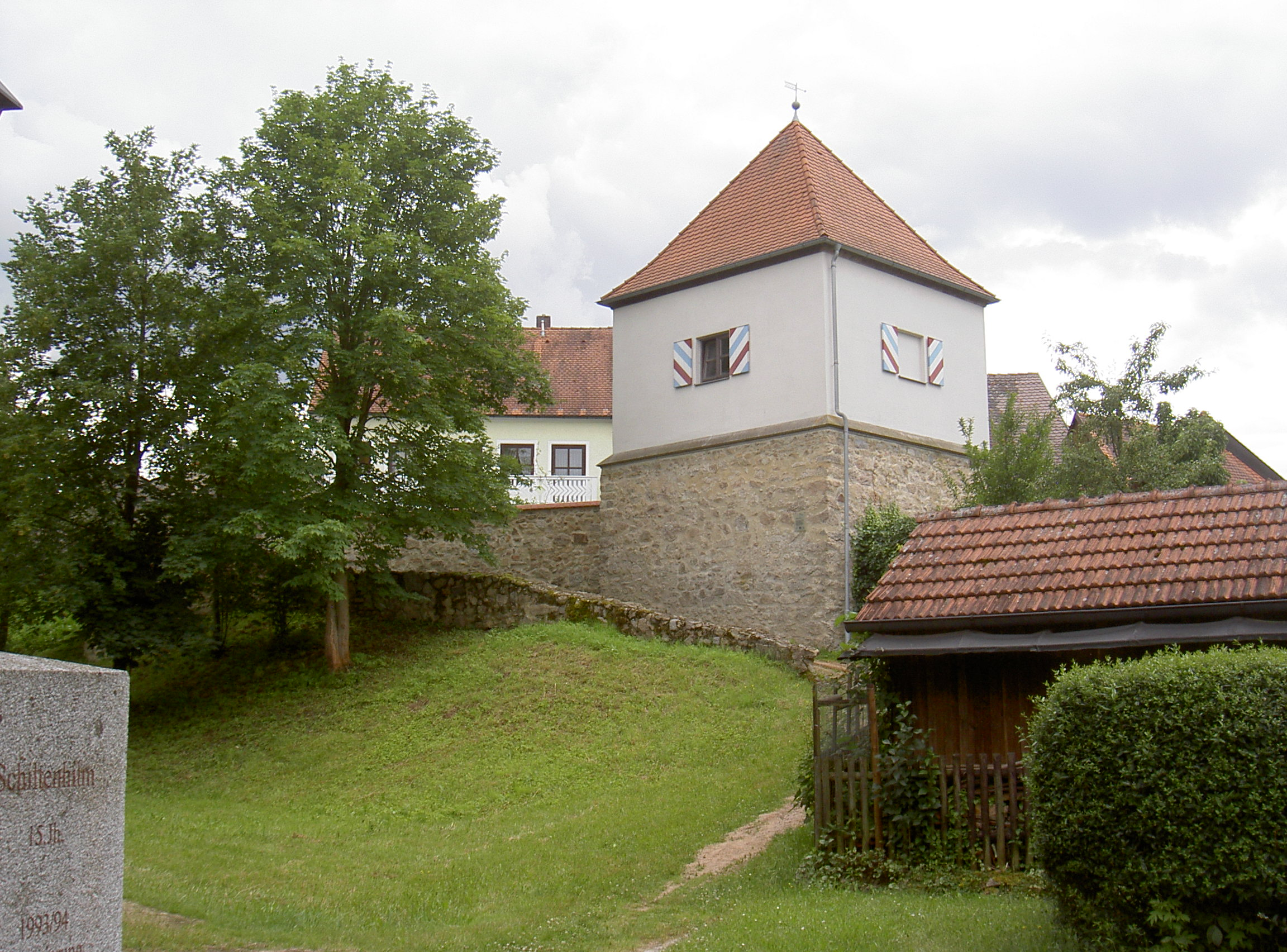
Schiltenhilm
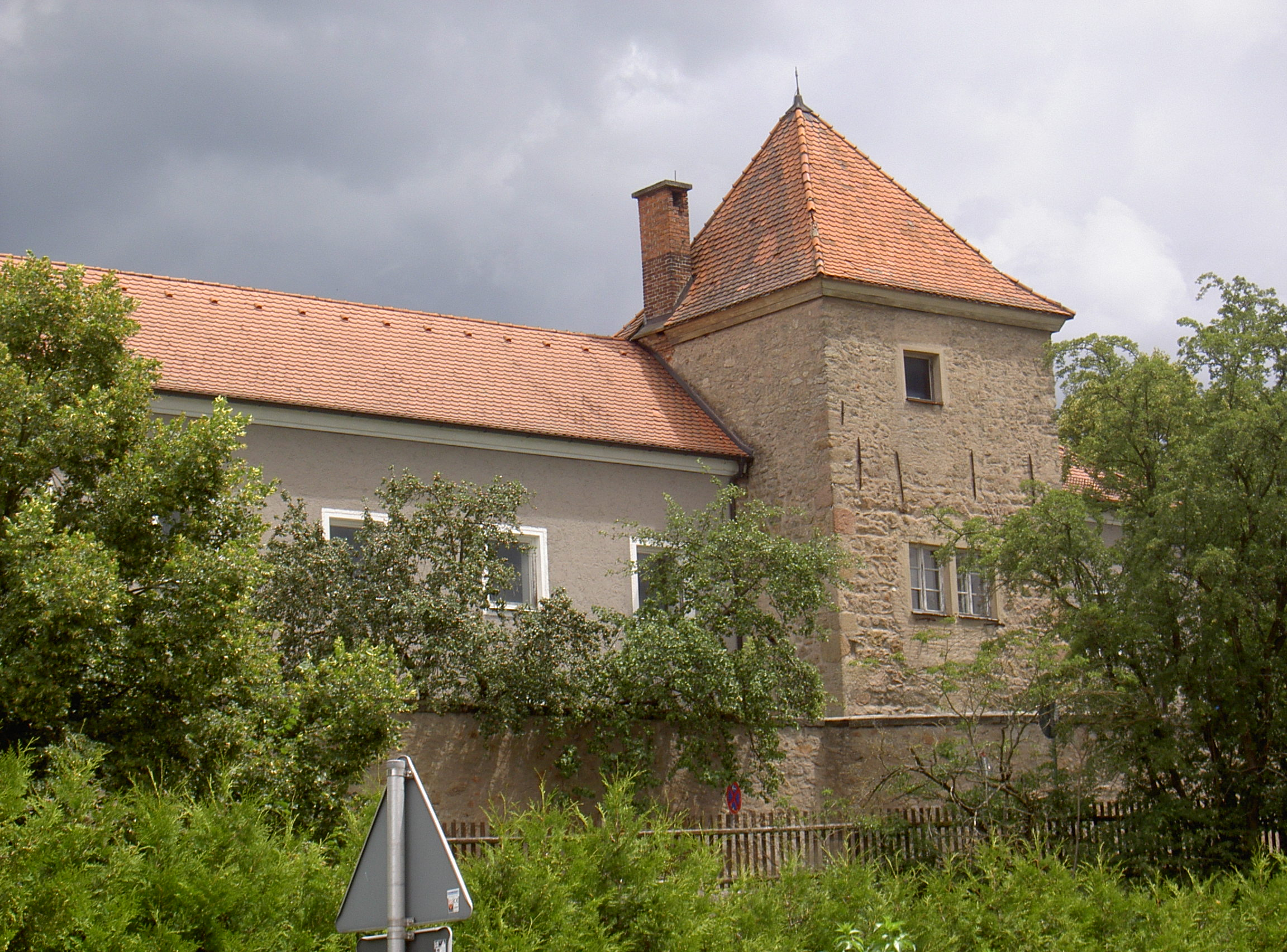
Burgbefestigungsturm
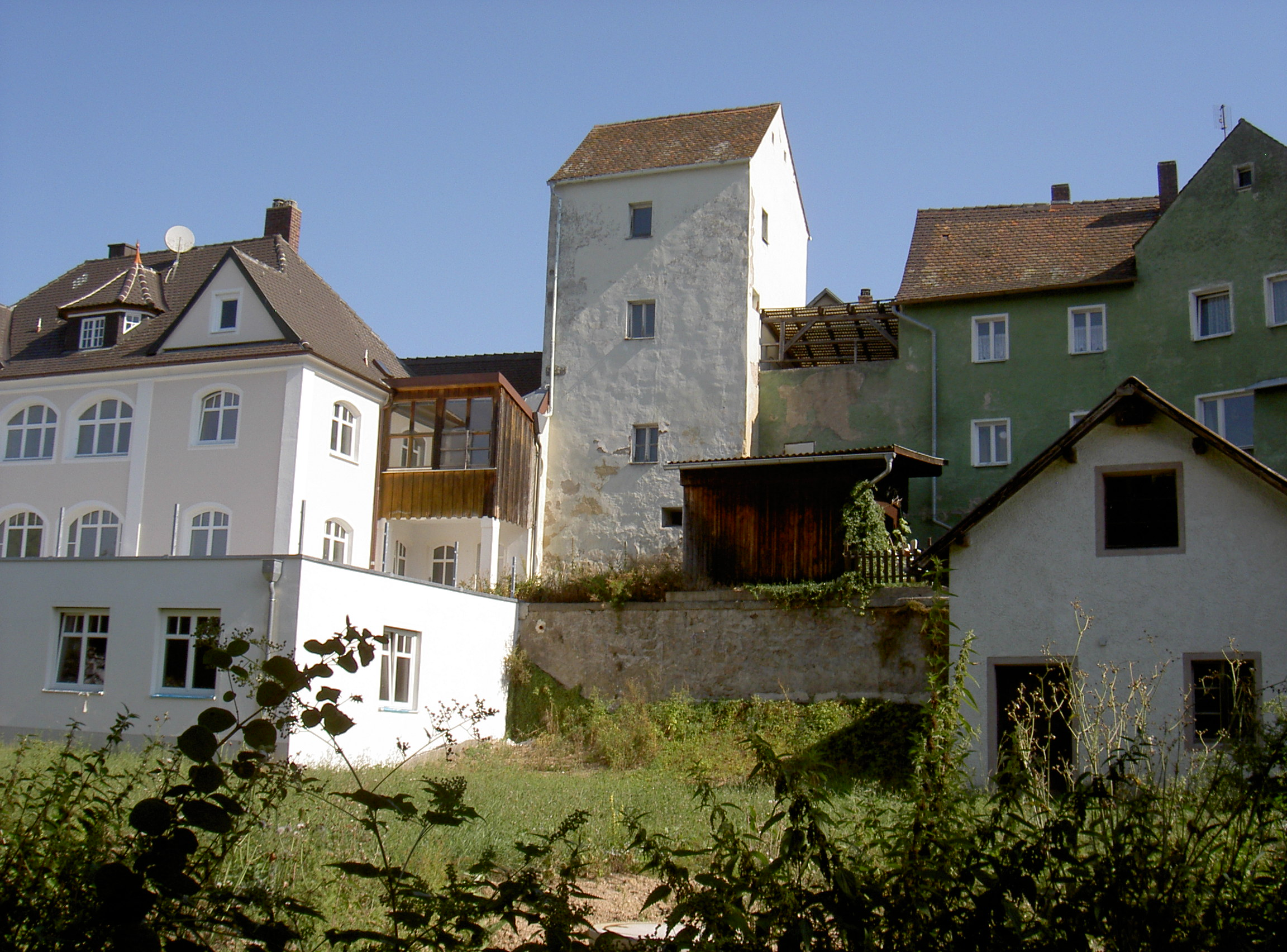
Bügerlturm

Ehemalige Stadtgräben, teils mit Futtermauer: der östlichen Stadtmauer vorgelagert, zugehörig zu den Adressen Am Bügerl 30, Am Stadtgraben 1 und 5, Gerhardinger-Straße 1, Hauptstraße 50, 77, Rahm 7 und Rötzer Straße; zugehörige Wallabschnitte östlich des Stadtgrabens bei Klosterberg 1, 3, 5, 7, 9, 11 und 13; sog. Halsgraben, der östlichen Burgbefestigung vorgelagert bei Im Berg 7, 9, 11.
| Lage                                | Objekt                   | Beschreibung | Akten-Nr.      | Bild                     |
| ----------------------------------- | ------------------------ | --- | -------------- | ------------------------ |
| Im Bleihof (Standort)               | Reststück der Stadtmauer | Zugehöriges Reststück der Stadtmauer, 15. Jahrhundert. Nicht nachqualifiziert, im Bayerischen Denkmal-Atlas nicht kartiert. | D-3-76-147-82  | Reststück der Stadtmauer |
| Im Bleihof (Standort)               | Reststück der Ostmauer   | Einbezogenes Reststück der Ostmauer der Stadtbefestigung, 15. Jahrhundert.                                                  | D-3-76-147-90  | Reststück der Ostmauer   |
| Klosterberg 7, 9, 11, 13 (Standort) | Wallabschnitt            | Zugehöriger Wallabschnitt östlich des Stadtgrabens, wohl 15. Jahrhundert. Nicht nachqualifiziert.                           | D-3-76-147-101 | Wallabschnitt            |
| Konrad-Adenauer-Straße 5 (Standort) | Teilstück der Stadtmauer | Zugehöriges Teilstück der Stadtmauer, 15. Jahrhundert Nicht nachqualifiziert, im Bayerischen Denkmal-Atlas nicht kartiert.  | D-3-76-147-102 | Teilstück der Stadtmauer |

## Baudenkmäler nach Ortsteilen und Ensembles

### Neunburg vorm Wald

#### Innerhalb des Ensembles Altstadt
| Lage                                      | Objekt                                                     | Beschreibung | Akten-Nr.      | Bild                                                       |
| ----------------------------------------- | ---------------------------------------------------------- | --- | -------------- | ---------------------------------------------------------- |
| Am Bügerl 4 (Standort)                    | Wohnhaus, sogenanntes Söltl-Haus                           | Zweigeschossiger und verputzter Traufseitbau mit beidseitigem Zwerchhaus, 18. Jahrhundert, Satteldachbau mit Eckgiebel; Gedenktafel für Johann von Söltl, reliefierte Bronzetafel mit Inschrift, wohl Ende 19. Jahrhundert; an der nördlichen Traufseite. | D-3-76-147-4   | Wohnhaus, sogenanntes Söltl-Haus                           |
| Am Bügerl 10 (Standort)                   | Wohnhaus                                                   | Schmales zweigeschossiges Eckhaus mit Satteldach und giebelseitigem Erker, 18./19. Jahrhundert, im 19. Jahrhundert verändert und östlich erweitert. | D-3-76-147-6   | Wohnhaus                                                   |
| Am Bügerl 39 (Standort)                   | Wohnhaus                                                   | Freistehendes, erdgeschossiges Halbwalmdachhaus, Fenster mit Putzrahmung, 18./19. Jahrhundert. | D-3-76-147-18  | Wohnhaus                                                   |
| Bachgasse 24 (Standort)                   | Wohnhaus                                                   | Zweigeschossiges Halbwalmdachhaus mit östlichem Satteldachanbau und einfacher Putzgliederung, im Kern 18. Jahrhundert. | D-3-76-147-27  | weitere Bilder                                             |
| Buchbindergasse (Standort)                | Felsenkeller                                               | Mit architektonisch gefasstem Eingang aus Granitquaderwerk, 17./18. Jahrhundert. | D-3-76-147-194 | BW                                                         |
| Buchbindergasse 12 (Standort)             | Wohnhaus                                                   | Zweigeschossiger und verputzter Walmdachbau in Ecklage, im Kern 17. Jahrhundert. | D-3-76-147-36  | Wohnhaus                                                   |
| Hahnenplatz 1 (Standort)                  | Wohnhaus                                                   | Zweigeschossiger und verputzter Halbwalmdachbau in Ecklage, 18. Jahrhundert, im Erdgeschoss verändert. | D-3-76-147-41  | Wohnhaus                                                   |
| Hahnenplatz 2 (Standort)                  | Wohnhaus                                                   | Zweigeschossiges, schmales Traufseithaus mit Eckeinziehung, im Kern 18. Jahrhundert. | D-3-76-147-42  | BW                                                         |
| Hahnenplatz 6 (Standort)                  | Ehemaliges Gasthaus                                        | Stattliches zweigeschossiges Eckhaus mit Walmdach, Südseite mit Stützpfeilern, östlich Rundbogennische und flachbogiges Durchfahrtstor, im Kern 17. Jahrhundert, im 19. Jahrhundert verändert, Torgewände bezeichnet mit „2004“. | D-3-76-147-43  | BW                                                         |
| Hauptstraße 1 (Standort)                  | Ehemaliges Hl.-Geist-Spital                                | Dreigeschossiger Walmdachbau über hakenförmigem Grundriss, mit Gesimsgliederung und trichterförmig eingeschnittenen Stichbogenfenstern, 1839/40, anstelle der mittelalterlichen Anlage. | D-3-76-147-45  | weitere Bilder                                             |
| Hauptstraße 3 (Standort)                  | Spitalkirche Hl. Geist                                     | Spätgotische Anlage, Langhaus mit Satteldach und Dachreiter mit Spitzhelm, eingezogener Chor, unterkellert, mit unregelmäßigen Polygonseiten, nördlich daran Sakristei, Fassadengestaltung mit Putz- und Gesimsgliederung, bezeichnet mit „1398“, Fassade im 18. Jahrhundert verändert; mit Ausstattung; Hoftor, verputztes Mauerwerk mit Zinnenbekrönung und flachbogigem Durchfahrtsportal, nach 1945 erneuert. | D-3-76-147-46  | weitere Bilder                                             |
| Hauptstraße 22 (Standort)                 | Gasthof Zur Goldenen Gans                                  | Zweigeschossiger und verputzter Halbwalmdachbau mit profiliertem Giebelgesims und korbbogigem Durchfahrtstor, im Kern 17./18. Jahrhundert; Ausleger, schmiedeeisern, 18./19. Jahrhundert. | D-3-76-147-49  | Gasthof Zur Goldenen Gans                                  |
| Hauptstraße 26 (Standort)                 | Wohnhaus                                                   | Zweigeschossiges Eckhaus mit Satteldach und leicht auskragendem Westgiebel, ehemalige Hofdurchfahrt und Eingangstür mit Sandsteingewände, 17./18. Jahrhundert. | D-3-76-147-51  | Wohnhaus                                                   |
| Hauptstraße 28 (Standort)                 | Ehemalige Gastwirtschaft                                   | Zweigeschossiger und verputzter Traufseitbau mit korbbogigem Durchfahrtstor, 18. Jahrhundert. | D-3-76-147-52  | Ehemalige Gastwirtschaft                                   |
| Hauptstraße 32 (Standort)                 | Wohnhaus                                                   | Zweigeschossiges Eckhaus mit Satteldach und rückwärtigem Walm, Fassadengestaltung mit Ecklisenen und Gesimsgliederung, 17. Jahrhundert, Erdgeschoss verändert. | D-3-76-147-53  | Wohnhaus                                                   |
| Hauptstraße 37 (Standort)                 | Wohn- und Geschäftshaus                                    | Zweigeschossiges Halbwalmdachhaus, im Kern 17./18. Jahrhundert. | D-3-76-147-55  | Wohn- und Geschäftshaus                                    |
| Hauptstraße 40; Hauptstraße 38 (Standort) | Wohn- und Geschäftshaus                                    | Wohn- und Geschäftshaus, zweigeschossiges Eckhaus mit Halbwalmdach über trapezförmigem Grundriss, mit leerer Rundbogennische und hofseitiger Holzaltane, 18. Jahrhundert; Hoftor, flachbogig, 18./19. Jahrhundert. | D-3-76-147-56  | BW                                                         |
| Hauptstraße 41 (Standort)                 | Staffelgiebelhaus                                          | Fassade 19. Jahrhundert. | D-3-76-147-57  | Staffelgiebelhaus                                          |
| Hauptstraße 51 (Standort)                 | Wohnhaus                                                   | Zweigeschossiger Giebelbau mit Halbwalmdach und gefastem Flachbogentor, im Kern 17. Jh.; ehemaliges Ökonomiegebäude, zweigeschossiger Traufseitbau aus Bruchsteinmauerwerk, verbretterter Zwerchgiebel mit Ausleger, 18./19. Jahrhundert. | D-3-76-147-61  | Wohnhaus                                                   |
| Hauptstraße 55 (Standort)                 | Wohn- und Geschäftshaus                                    | Zweigeschossiger Giebel mit Halbwalmdachbau und Flachbogentor, im Kern 17./18. Jahrhundert. | D-3-76-147-62  | Wohn- und Geschäftshaus                                    |
| Hauptstraße 57 (Standort)                 | Ehemaliger Gasthof zum Goldenen Hirschen                   | Zweigeschossiges Eckhaus mit Halbwalmdach und giebelseitiger Gesimsgliederung, korbbogiges Durchfahrtstor mit Barockrahmung und gewölbter Durchfahrt, 17./18. Jahrhundert, Keller älter; ehemaliges Ökonomiegebäude, zweiflügeliger Satteldachbau aus Bruchsteinmauerwerk, mit verbrettertem Nordgiebel und Ausleger, zweite Hälfte 19. Jahrhundert. | D-3-76-147-63  | weitere Bilder                                             |
| Hauptstraße 59 (Standort)                 | Wohn- und Geschäftshaus                                    | Zweigeschossiges Eckhaus mit Walmdach, mit zum Teil gewölbtem Erdgeschoss, 17./18. Jahrhundert; ehemaliger Stallstadel, erdgeschossiger Walmdachbau mit abgerundeter Ecke und Kranausleger, Stallteil gewölbt, 17./18. Jahrhundert. | D-3-76-147-182 | Wohn- und Geschäftshaus                                    |
| Hauptstraße 63 (Standort)                 | Kilometerstein                                             | Vierseitige Stele mit Inschrift, Sandstein, zweite Hälfte 19. Jahrhundert; bei Haus Nr. 63. | D-3-76-147-64  | Kilometerstein                                             |
| Hauptstraße 65 (Standort)                 | Ehemalige Gastwirtschaft                                   | Zweigeschossiger und verputzter Traufseitbau mit weit auskragendem Satteldach, flachbogigem Durchfahrtstor und profiliertem Fensterbankgesims, im Kern 18. Jahrhundert. | D-3-76-147-65  | Ehemalige Gastwirtschaft                                   |
| Hauptstraße 67 (Standort)                 | Wohn- und Geschäftshaus                                    | Zweigeschossiger Traufseitbau mit gewölbter Hofdurchfahrt und profiliertem Fensterbankgesims, im Kern 18. Jahrhundert. | D-3-76-147-66  | Wohn- und Geschäftshaus                                    |
| Im Berg 1 (Standort)                      | Wohnhaus                                                   | Dreigeschossiges und verputztes Eckhaus mit Halbwalmdach über hakenförmigem Grundriss, mit eingezogenem Südwesteck, 16./17. Jahrhundert; einbezogenes Teilstück der Burgmauer. | D-3-76-147-68  | Wohnhaus                                                   |
| Im Berg 2 (Standort)                      | Burgtor mit ehemaliger Türmerstube und alter Nagelschmiede | Massiver dreigeschossiger Satteldachbau mit tief eingeschnittenem Torbogen mit Granitquadergewände, im Nordwesten alte Nagelschmiede mit südwestlichem Anbau und Stützkeilen, frühes 15. Jahrhundert. | D-3-76-147-69  | Burgtor mit ehemaliger Türmerstube und alter Nagelschmiede |
| Im Berg 7 (Standort)                      | Keller                                                     | 15. Jahrhundert, unter neuem Wohnhaus; zugehöriges Teilstück der Burgmauer, 15. Jahrhundert, an der östlichen Grundstücksgrenze. | D-3-76-147-71  | BW                                                         |
| Im Berg 9 (Standort)                      | Ehemalige Lateinschule, später sogenanntes Dachauer-Haus   | Zweigeschossiger und verputzter Mansarddachbau mit profiliertem Traufgesims, rundbogiges Sandsteinportal bezeichnet mit „1549“, im 18. Jahrhundert umgebaut, später nochmals verändert. | D-3-76-147-73  | Ehemalige Lateinschule, später sogenanntes Dachauer-Haus   |
| Im Berg 11 (Standort)                     | Sogenanntes Pfäffinger-Haus                                | Zweigeschossiger Traufseitbau mit hohem Satteldach und mittigem Zwerchhaus, gotisches Spitzbogenportal mit Sandsteingewände, 15./16. Jahrhundert; Keller; einbezogener Rest der Burgmauer mit zugehörigem Teilstück der Zwingermauer; 15. Jahrhundert; im östlichen Nebengebäude; Rest der Halsgrabenmauer; an der östlichen Grundstücksgrenze. | D-3-76-147-74  | Sogenanntes Pfäffinger-Haus                                |
| Im Berg 12, 15, 17, 19 (Standort)         | Altes Schloss (Dürnitz) und Neues Schloss                  | Altes Schloss, sogenannte Dürnitz, heute Musikschule und Schwarzachtaler Heimatmuseum, langgestreckter, dreigeschossiger Satteldachbau mit westlichem Schopf, überwiegend verputztes Mischmauerwerk, zweiseitiges Zwerchhaus mit Sandsteingiebeln, Erdgeschoss mit Spitzbogenfenstern, 1857 neugotischer Umbau für Bezirksgericht nach Plänen von August von Voit mit östlicher Erweiterung. Bilder bei Wikimedia Commons Sogenannter Wartturm, spätgotischer Granitquaderbau mit vorkragendem Obergeschoss aus Sandstein, vier Erkertürmchen mit Pyramidendach und Wappenreliefs (Original im Museum), Fenster mit Granit- und Sandsteingewänden, 14. Jahrhundert, Obergeschoss 16. Jahrhundert. Bilder bei Wikimedia Commons Neues Schloss, später Wohnhaus des Pflegers und Landrichters, im 19./20. Jahrhundert Bezirks- und Landratsamt, langgestreckter, zweigeschossiger Satteldachbau, Rundbogenportal mit Sandsteingewände, 1537 erbaut; Nebengebäude, ehemaliges Schulamt, zweigeschossiger Satteldachbau mit flachbogigem Durchgangsportal im Südosten, 1869, Fenster- und Türgewände aus Granit, 16./17. Jahrhundert, Türsturz bezeichnet mit „1879“, transferiert; Mauer mit ursprünglich spitzbogigem Durchfahrtstor, wohl 16./17. Jahrhundert. Bilder bei Wikimedia Commons Fronfeste, zweigeschossiger Satteldachbau aus überwiegend verputztem Bruchsteinmauerwerk, barocke Fassadengestaltung mit geohrten Fensterfaschen und rustizierten Ecklisenen, Eingangsportal mit Granitgewände, im Kern wohl 15. Jahrhundert, im 17. Jahrhundert barock umgebaut. Ehemaliges Gefängnis, Dreiflügelanlage um kleinen Innenhof, zweigeschossige Walmdachbauten aus überwiegend verputztem Granitquaderwerk, 16./17. Jahrhundert, später verändert, im Südflügel integrierter Viereckturm der ehemaligen Burgbefestigung, 15. Jahrhundert. Bilder bei Wikimedia Commons Hofmauer, verputzt mit flachbogigem Hoftor und Granitgewände, 18./19. Jahrhundert; einbezogenes Teilstück der Burg- und Zwingermauer, 15. Jahrhundert, neue Stützmauer beim Alten und Neuem Schloss, Fronfeste, Gefängnis und Wartturm, 1938. | D-3-76-147-75  | Altes Schloss (Dürnitz) und Neues Schloss                  |
| Im Berg 13 (Standort)                     | Ehemaliger Marstall, später Rentamt                        | Zweigeschossiger Walmdachbau mit Standerker und Stützpfeilern, Fassadengestaltung mit Eckpilastern und Putzrahmung, im Kern 17. Jahrhundert, später verändert; ehemaliger Rentamtsbrunnen, rechteckiger Steintrog, Granit, wohl 17./18. Jahrhundert; Einfriedung, Torpfeiler und niedriges Mauerwerk mit schmiedeeisernem Zaun, Granit, wohl zweite Hälfte 19. Jahrhundert; einbezogenes Teilstück der Burg- und Zwingermauer. | D-3-76-147-76  | weitere Bilder                                             |
| Im Berg 18 (Standort)                     | Katholische Pfarrkirche St. Joseph, bis 1967 St. Georg     | Doppelkirche, bestehend aus spätgotischer Basilika und Erweiterungsbau von 1965–67 anstelle des alten Ostchores, über Altarraum verbunden: Altbau im Westen, dreischiffiges basikales Langhaus mit Kreuzgewölbe, Spitzbogenfenstern und Sandsteineckquaderung, Nordturm mit Kuppel und Laterne, 14./15. Jahrhundert, Südfassade bezeichnet mit „1478“, Westfassade bezeichnet mit „1483“, Mittelschiff 1632 neu gewölbt; Erweiterungsbau, Langhaus mit hohem Satteldach in Stahlbetonskelettbauweise, mit östlichem Vorzeichen, von Josef Naumann, 1965–67; mit Ausstattung; Grabstein des Göz von Plassenberg, mit figürlicher Darstellung, Wappenrelief und Inschrift, Kalkstein, frühes 16. Jahrhundert; in die südliche Langhauswand eingelassen. | D-3-76-147-79  | weitere Bilder                                             |
| Im Berg 20 (Standort)                     | Pfarrhof                                                   | Zweigeschossiger Walmdachbau mit Putzbänderung und Standerker an der Nordseite, Rundbogenportal mit Granitgewände, im Kern 17. Jahrhundert; Hoftor, rundbogig, verputztes Mauerwerk, 18./19. Jahrhundert; zugehöriges Teilstück der Zwingermauer. | D-3-76-147-81  | weitere Bilder                                             |
| Im Bleihof 1 (Standort)                   | Wohnhaus                                                   | Zweigeschossiger und verputzter Bruchsteinbau mit auskragendem Halbwalmdach, 17./18. Jahrhundert; rundbogiges Durchfahrtstor, Sandsteinquaderwerk, zweite Hälfte 19. Jahrhundert; zwischen Haus Nr. 1 und 3. | D-3-76-147-83  | Wohnhaus                                                   |
| Im Bleihof 2 (Standort)                   | Wohnhaus                                                   | Zweigeschossiger und verputzter Satteldachbau; ehemalige Hofmauer, verputztes Bruchsteinmauerwerk, mit überbautem Wohnhaus; 18. Jahrhundert. | D-3-76-147-84  | Wohnhaus                                                   |
| Im Bleihof 3 (Standort)                   | Wohnhaus                                                   | Zweigeschossiger Satteldachbau mit einseitigem Halbwalm, nach Osten firstgedrehter, dreigeschossiger Satteldachanbau, 18. Jahrhundert; ehemaliges Stallgebäude, schmales eingeschossiges Satteldachhaus mit westlich rückspringendem Erdgeschoss, 18. Jahrhundert; Rundbogen, Granitmauerwerk, zweite Hälfte 19. Jahrhundert, anstelle des alten Wassertores. | D-3-76-147-85  | weitere Bilder                                             |
| Im Bleihof 4 (Standort)                   | Wohnhaus                                                   | Eingeschossiges und verputztes Eckhaus mit Halbwalmdach, 18./19. Jahrhundert. | D-3-76-147-86  | Wohnhaus                                                   |
| Im Bleihof 5 (Standort)                   | Wohnhaus                                                   | Erdgeschossiger und verputzter Walmdachbau mit holzverbrettertem Erker, 18./19. Jahrhundert; eingebautes Reststück der Stadtmauer, 15. Jahrhundert; zugehöriger Abschnitt des Stadtgrabens, 15. Jahrhundert. | D-3-76-147-87  | Wohnhaus                                                   |
| Jobplatz 1 (Standort)                     | Wohn- und Geschäftshaus, sogenanntes Senft-Haus            | Zweigeschossiges Eckhaus mit Satteldach, Schweifgiebel und erdgeschossigem Arkadengang, Eckerker mit Zwiebelhaube, 18./19. Jahrhundert, später verändert und erweitert. | D-3-76-147-92  | Wohn- und Geschäftshaus, sogenanntes Senft-Haus            |
| Jobplatz 2 (Standort)                     | Wohnhaus                                                   | Schmaler zweigeschossiger Eckbau mit Satteldach und Flachbogenfenstern, Eingang mit Granitgewände, 18. Jahrhundert; vermutlich mit Erdstall. | D-3-76-147-93  | Wohnhaus                                                   |
| Jobplatz 4 (Standort)                     | Wohnhaus                                                   | Zweigeschossiger Eckbau mit Satteldach und profiliertem Traufgesims, stichbogige Aufzugsluke und Kranausleger, Fenster mit Stuckrahmung, 18. Jahrhundert, östlicher Flachdachanbau wohl später. | D-3-76-147-94  | Wohnhaus                                                   |
| Rahm 5 (Standort)                         | Felsenkeller                                               | Mit architektonisch gefasstem Eingang, 18./19. Jahrhundert. Nicht nachqualifiziert, im Bayerischen Denkmalatlas nicht kartiert. | D-3-76-147-193 | BW                                                         |
| Schrannenplatz (Standort)                 | Marienbrunnen                                              | Wasserschale mit Fuß und ornamentierter Säule, bekrönt von Marienfigur (Kopie), historistisch, Eisen- und Bronzeguss, 1888. | D-3-76-147-199 | Marienbrunnen                                              |
| Schrannenplatz 1 (Standort)               | Rathaus                                                    | Spätgotische Dreiflügelanlage, zweigeschossige Halbwalm- und Satteldachbauten, mit tonnengewölbtem Durchgang unter der Hauptstraße zur Überbrückung des ehemaligen Halsgrabens, Nordflügel mit Dachreiter, gotischen Rechteckfenstern und tonnengewölbtem Durchfahrtstor mit Sandsteinquadergewände, darüber Stadt- und Wittelsbacherwappen, 1411, nach Brand 1746 verändert. | D-3-76-147-110 | weitere Bilder                                             |
| Webergasse 12 (Standort)                  | Wohnhaus                                                   | Schmales eingeschossiges Eckhaus mit Satteldach und hohem Kellergeschoss, 17./18. Jahrhundert. | D-3-76-147-120 | Wohnhaus                                                   |
| Webergasse 16 (Standort)                  | Ehemalige Mälzerei, jetzt Bierkeller                       | Erdgeschossiger Walm- und Satteldachbau mit Gewölbe, 17./18. Jahrhundert. | D-3-76-147-121 | weitere Bilder                                             |

#### Innerhalb des Ensembles Vorstadt Am Aign
| Lage                     | Objekt                                                    | Beschreibung | Akten-Nr.      | Bild                                    |
| ------------------------ | --------------------------------------------------------- | --- | -------------- | --------------------------------------- |
| Jakobstraße 3 (Standort) | Wohnhaus                                                  | Zweigeschossiger Satteldachbau mit giebelseitigem Erker, Fassadengestaltung mit rustizierten Ecklisenen und Gesimsband, Fenster mit Stuckrahmung, 19. Jahrhundert. | D-3-76-147-113 | BW                                      |
| Vorstadt 8 (Standort)    | Katholische Nebenkirche St. Jakob, sogenannte Alte Pfarre | Romanische Chorturmkirche aus verputztem Granit-Bruchsteinmauerwerk, mit eingezogenem Chorturm, Apsis und flachgedecktem Saalraum, Turm mit Pyramidendach, 11./12. Jahrhundert; mit Ausstattung; vier Grabsteine, mit Flachreliefs von Kreuzen und beigefügten Handwerkerzeichen, Granit, mittelalterlich; an der südlichen Choraußenwand; Reststück der ehemaligen Friedhofsmauer, Bruchstein, mittelalterlich. | D-3-76-147-116 | weitere Bilder                          |
| Vorstadt 10 (Standort)   | Ehemaliges Brauereigasthaus Frankenbräu                   | Zweigeschossiger und verputzter Halbwalmdachbau, im Kern 17./18. Jahrhundert; Ausleger mit Brauereischild, schmiedeeisern, wohl 19. Jahrhundert. | D-3-76-147-117 | Ehemaliges Brauereigasthaus Frankenbräu |

#### Außerhalb der Ensembles
| Lage                                                                   | Objekt                                                                                     | Beschreibung | Akten-Nr.      | Bild |
| ---------------------------------------------------------------------- | ------------------------------------------------------------------------------------------ | --- | -------------- | --- |
| Bahnhofstraße 9 (Standort)                                             | Wohnhaus                                                                                   | Zweigeschossiger Walmdachbau mit profiliertem Traufgesims und Sockel aus Granitquaderwerk, Portalerker mit zweiarmiger Freitreppe, Eingang mit Sandsteingewände, Schlussstein bezeichnet mit „1927“. | D-3-76-147-29  | BW |
| Bahnhofstraße 16, 18 (Standort)                                        | Alter Bahnhof                                                                              | Zweigeschossiger Granitquaderbau mit weit auskragendem Walmdach, Kniestock und stichbogige Fenstergewände aus Backstein, 1886, im Südwesten erdgeschossiger Satteldachanbau mit gesägten Pfettenköpfen; Nebengebäude, kleiner Granitquaderbau mit Walmdach und Fenstergewänden aus Backstein, 1903/04. | D-3-76-147-30  | Alter Bahnhof |
| Bahnhofstraße 20, 22, 24 (Standort)                                    | Miethauskomplex                                                                            | Zwei Gebäudeflügel, durch Hoftor miteinander verbunden; westliches Wohnhaus, zweigeschossiger Schopf- und Walmdachbau über T-förmigem Grundriss, mit Granitquadersockel und erdgeschossigem Eingangsportal, Fassadengestaltung mit profiliertem Traufgesims, Lisenengliederung und Putzrahmung; östliches Wohnhaus, zweigeschossiger Walmdachbau über hohem Kellergeschoss aus Granitquaderwerk, mit Gesimsgliederung, Rundbogenfenstern und seitlichen Flacherkern mit Dreieckgiebel, hofseitig kleiner Walmdachanbau über T-förmigem Grundriss; Hofmauer, mit rundbogigem Durchfahrtsportal; neubarock, um 1920. | D-3-76-147-31  | BW |
| Diendorfer Straße 7 (Standort)                                         | Felsenkeller                                                                               | Verzweigte Anlage mit architektonisch gefasstem Eingang, bezeichnet mit „1775“. | D-3-76-147-189 | BW |
| Dorrerstraße (Standort)                                                | Felsenkelleranlagen                                                                        | Mit architektonisch gefasstem Eingang, erste Hälfte 19. Jahrhundert. | D-3-76-147-192 | BW |
| Gerhardingerstraße (Standort)                                          | Kriegerdenkmal für die Gefallenen von 1866, 1870/71 und des Ersten und Zweiten Weltkrieges | Obelisk mit Inschriftentafeln auf Stufensockel, Granit, wohl nach 1870; an der Kreuzung Klosterberg und Hauptstraße. | D-3-76-147-44  | BW |
| Gerhardingerstraße 3, 5, 7 (Standort)                                  | Ehemalige Franziskanerklosterkirche                                                        | 1723–25 erbaut, 1802 säkularisiert, 1833 mit Gründung der Kongregation der Armen Schwestern umgebaut; ehemaliges Langhaus, seit 2007 sogenanntes Theresia-Gerhardinger-Haus, dreigeschossiger Satteldachbau mit Dachreiter, profiliertem Traufgesims und Fensterfaschen, seit 1833 mit Hauskapelle; ehemaliger Chor, im 19. Jahrhundert zu Wohnhaus umgebaut, eingezogener, dreigeschossiger Walmdachbau mit dreiseitigem Abschluss, Chorgewölbe und Eckquaderung; sogenanntes Beichtvaterhaus, zweigeschossiger Walmdachbau mit erdgeschossigen Rundbogenfenstern; ehemalige Klostermauer, um kleinen Innenhof, verputztes Mauerwerk mit Durchfahrtstor; nach 1833. | D-3-76-147-39  | weitere Bilder |
| Gschießholz (beiderseits der alten Straße nach Eixendorf) (Standort)   | Vier Straßensteine                                                                         | Mit Reliefdarstellung des Neunburger Stadtwappen, nordwestliches mit Kugelbekrönung, Granit, 18./19. Jahrhundert | D-3-76-147-122 | [[Vorlage:Bilderwunsch/code!/C:49.34928,12.42425!/D:Gschießholz (beiderseits der alten Straße nach Eixendorf), Vier Straßensteine!/\|BW]]                         |
| In der Au (auf der Schwarzachbrücke) (Standort)                        | Brückenfigur heiliger Johannes von Nepomuk                                                 | Auf Granitsockel, spätbarock, Sandstein, Mitte 18. Jahrhundert; in einem Bildhäuschen von 2006 | D-3-76-147-109 | Brückenfigur heiliger Johannes von Nepomuk |
| Klosterberg 2, 4, Gerhardingerstraße 5 (Standort)                      | Ehemalige Mädchenschule mit Kindergarten                                                   | Nach 1927 anstelle des Franziskanerklosters erbaut, seit 2007 Gerhardinger-Haus, Dreiflügelanlage; Nordflügel, ehemalige Mädchenschule, zweigeschossiger Satteldachbau mit giebelseitigem Vorzeichen, historistische Fassadengestaltung mit erdgeschossiger Buckelquaderung und ausladender Gesimsgliederung, rundbogiges Eingangsportal mit Granitgewände, Schlussstein bezeichnet mit „1927“; Hausmadonna, Steinfigur auf Konsole und mit Überdachung, Sandstein, wohl 1927; am südwestlichen Gebäudeeck; Westflügel, zweigeschossiger, traufseitiger Mansarddachbau, Sockel aus Buckelquaderwerk; Südflügel, ehemaliger Kindergarten, dreigeschossiger Walmdachbau über hohem Kellergeschoss aus Buckelquaderwerk, 1933/34; Hofmauer, Buckelquadermauer, mit Kugelbekrönung, südlicher Bereich mit Satteldachüberbauung und Durchfahrtstor, nach 1927. | D-3-76-147-98  | weitere Bilder |
| Klosterberg 6 (Standort)                                               | Polizeidienstgebäude                                                                       | Stattlicher zweigeschossiger Walmdachbau über hohem Sockelgeschoss aus Granitbossenquaderwerk, leicht vorspringender Mittelrisalit mit Dreieckgiebel, Fassadengestaltung mit Putzgliederung, Kranz- und Sohlbankgesims, neubarock; Mauer, niedrige Vorgartenmauer aus Granitquaderwerk mit Kugelbekrönung und Eisengeländer; 1926–28. | D-3-76-147-100 | Polizeidienstgebäude |
| Krankenhausstraße 6 (Standort)                                         | Finanzamt                                                                                  | Dreiflügelanlage, zweigeschossige Sattel- und Walmdachbauten, Westflügel mit geschweiftem Zinnengiebel und Zwerchhaus, Rundbogenportal mit Sandsteingewände und Kartusche, im Westen erdgeschossiger Walmdachbau mit dreiseitiger Lukarne, im historisierenden Heimatstil, bezeichnet mit „1912/13“; Remise, erdgeschossiger Walmdachbau auf hakenförmigem Grundriss, mit flachbogigen Einfahrtstoren; Garten; Gartenmauer, Beton mit flachbogigem Durchgangsportal und ovalem Fenster mit Eisengitter, straßenseitig mit Pfeilern und Holzlattenzaun, 1912/13. | D-3-76-147-103 | BW |
| Ledererstraße 12 (Standort)                                            | Felsenkelleranlage                                                                         | Mit architektonisch gefasstem Eingang, Türsturz bezeichnet mit 1783; bei Haus Nr. 12. | D-3-76-147-190 | BW |
| Neukirchner Straße 30 (Standort)                                       | Felsenkelleranlage                                                                         | Tonnengewölbte, teils mit architektonisch gefasstem Eingang, 18./19. Jahrhundert; bei Haus Nr. 30. | D-3-76-147-191 | BW |
| Reitschule (bei der Einmündung der Bgm.-Dr.-Altmann-Straße) (Standort) | Felsenkeller, sogenannter Adlwirtskeller                                                   | Verzweigte Anlage mit architektonisch gefasstem Eingang, Mitte 19. Jahrhundert | D-3-76-147-188 | [[Vorlage:Bilderwunsch/code!/C:49.34678,12.39453!/D:Reitschule (bei der Einmündung der Bgm.-Dr.-Altmann-Straße), Felsenkeller, sogenannter Adlwirtskeller!/\|BW]] |
| Rötzer Bach; Wanderweg zum Eixendorfer Stausee (Standort)              | Ehemaliges Eisenbahnviadukt                                                                | dreibogige Überführung der ehem. Bahnstrecke Bodenwöhr–Rötz (Strecke 5802), Eisenbetonkonstruktion mit Rundbogen, um 1915 | D-3-76-147-256 | BW |
| Rötzer Straße 3, 5 (Standort)                                          | Friedhofskirche St. Otto                                                                   | Rechteckiger Satteldachbau mit Glockengiebel und dreiseitig geschlossener, einseitig eingezogener Apsis, Eingangsportal mit Granitgewände, einfache Putzgliederung, 1823 Wiederaufbau nach Brand; mit Ausstattung; Friedhofsumfriedung mit Hoftor, verputztes Mauerwerk, Rundbogentor mit reliefierter Inschriftentafel, bezeichnet mit „1596“; Leichenhaus, rechteckiger Walmdachbau mit Portikus und profiliertem Kranzgesims, 1913; Friedhof mit Grabsteinen von 1835, 1876 und aus der ersten Hälfte des 20. Jahrhunderts; Kriegerdenkmal für die Gefallenen des Ersten Weltkrieges, kleiner rechteckiger Kapellenbau mit Satteldach und Inschriftentafeln im Inneren, rundbogenförmig geöffnet, 1921. | D-3-76-147-107 | weitere Bilder |
| Rötzer Straße 11 (Standort)                                            | Maria-Hilf-Kapelle                                                                         | Quadratischer Satteldachbau mit Apsis und Kreuzgewölbe, klassizistische Fassadengestaltung mit Eckpilastern und profiliertem Kranzgesims, 1833; mit Ausstattung. | D-3-76-147-108 | BW |
| Schützenstraße 12 (Standort)                                           | Kalvarienberg                                                                              | Dreifaltigkeitskapelle, tonnengewölbter Satteldachbau mit dreiseitigem Abschluss und Glockengiebel, 1699; Ölberg, lebensgroße spätgotische Figurengruppe in Gewölbenische, Sandstein, um 1500, 1857 von St. Jakob hierher versetzt; am Aufgang zum Kalvarienberg; Kreuzweg, vierzehn Stationen, Stelen aus Granit mit Bildnischenaufsatz; Kreuzigungsgruppe, Eisenkruzifix im Viernageltypus, flankiert von zwei lebensgroßen Heiligenfiguren, farbig gefasst; an der Anhöhe; 19. Jahrhundert. | D-3-76-147-111 | BW |

### Baumhof
| Lage                 | Objekt                 | Beschreibung | Akten-Nr.      | Bild |
| -------------------- | ---------------------- | --- | -------------- | ---- |
| Baumhof 2 (Standort) | Ehemaliges Fischerhaus | Erdgeschossiger und verputzter Ziegelbau mit Satteldach, nach Südosten firstgedrehter Satteldachanbau, im Kern 18. Jahrhundert. | D-3-76-147-123 | BW   |

### Büchlhof
| Lage                  | Objekt   | Beschreibung | Akten-Nr.      | Bild |
| --------------------- | -------- | --- | -------------- | ---- |
| Büchlhof 1 (Standort) | Wohnhaus | Stattlicher zweigeschossiger Massivbau mit auskragendem Walmdach und zwei übereck gestellten Acktecktürmen, Fassadengestaltung mit Ecklisenen und geohrten Fensterfaschen, Wetterfahne bezeichnet mit „1923“. | D-3-76-147-127 | BW   |

### Eixendorf
| Lage                   | Objekt                                                    | Beschreibung                                                                                     | Akten-Nr.      | Bild                         |
| ---------------------- | --------------------------------------------------------- | ------------------------------------------------------------------------------------------------ | -------------- | ---------------------------- |
| Eixendorf 3 (Standort) | Marter, ehemaliger Grabstein                              | Granitstele mit Bildnischenaufsatz und Eisenkruzifix, um 1860; bei Haus Nr. 3.                   | D-3-76-147-255 | Marter, ehemaliger Grabstein |
| Eixendorf 5 (Standort) | Steinrelief „Wilder Mann“, sogenannter steinerner Steffl. | Granit, 17./18. Jahrhundert; wegen Stauseeüberflutung von der ehemaligen Mühle hierher versetzt. | D-3-76-147-129 | BW                           |

### Frankenthal
| Lage                         | Objekt                                | Beschreibung | Akten-Nr.      | Bild           |
| ---------------------------- | ------------------------------------- | --- | -------------- | -------------- |
| Alte Wiesranken (Standort)   | Waldkapelle                           | Rechteckiger und verputzter Satteldachbau, eingezogener Chor mit Kreuzgratgewölbe, Rundbogenportal mit Natursteingewände, Inschriftentafel bezeichnet mit „1802“; Kriegergedächtnisstein für die Gefallenen des Ersten Weltkrieges, Naturstein mit reliefierter Bronzegusstafel und Stufensockel, Sandstein, nach 1918; neben der Kapelle.                                 | D-3-76-147-131 | weitere Bilder |
| Frankenthal 8 1/2 (Standort) | Ehemalige Glasschleife und Polierwerk | Zwei zweigeschossige, langgestreckte und parallel zueinander stehende aus Bruchsteinmauerwerk, südliches Schleifwerk mit Zwerchhäusern und Flachbogenfenstern, 1878; mit Ausstattung; Wohnhaus, Satteldachbau mit großer Holzlaube im Obergeschoss, um 1878; ehemalige Schwarzachbrücke, in Resten erhalten, Mittelpfeiler und zwei Widerlager, Granitquaderwerk, um 1880. | D-3-76-147-130 | weitere Bilder |
| Frankenthal 8 1/2 (Standort) | Brücke über die Schwarzach            | Einjochige Betonbogenkonstruktion mit Eisengeländer, um 1920. | D-3-76-147-132 | weitere Bilder |

### Fuhrn
| Lage                                    | Objekt                                      | Beschreibung | Akten-Nr.      | Bild           |
| --------------------------------------- | ------------------------------------------- | --- | -------------- | -------------- |
| Fuhrn 16; Fuhrn 18; Fuhrn 15 (Standort) | Katholische Filialkirche St. Peter und Paul | Satteldachbau mit eingezogenem Rechteckchor, Nordturm mit Spitzhelm, im Kern 13./14. Jahrhundert, im 18. Jahrhundert nach Westen erweitert; mit Ausstattung; Holzkruzifix, mit Blechdach, farbig gefasst, bezeichnet mit „1867“; an der östlichen Chorseite; Umfassungsmauer, verputztes Mauerwerk, mit Stützkeilen, 18./19. Jahrhundert; Steinkreuz, Granit; von der Straßenabzweigung nach Hofenstetten vor den Friedhof versetzt. | D-3-76-147-133 | weitere Bilder |

### Gütenland
| Lage                                                                                         | Objekt           | Beschreibung                                                                     | Akten-Nr.      | Bild |
| -------------------------------------------------------------------------------------------- | ---------------- | -------------------------------------------------------------------------------- | -------------- | --- |
| in Gütenland (neben der neuen Dorfkapelle) (Standort)                                        | Bildstock        | Stele mit Bildnischenaufsatz und bekrönendem Eisenkruzifix, Ende 19. Jahrhundert | D-3-76-147-136 | [[Vorlage:Bilderwunsch/code!/C:49.3353,12.44008!/D:in Gütenland (neben der neuen Dorfkapelle), Bildstock!/\|BW]]                                               |
| Kreuzbüsche (im Wald, westlich der St 2151, gegenüber dem Feldweg nach Gütenland) (Standort) | Zwei Steinkreuze | Schlanke Kreuzform, östliches mit flachem Kreuzrelief, Granit                    | D-3-76-147-137 | [[Vorlage:Bilderwunsch/code!/C:49.34063,12.4235!/D:Kreuzbüsche (im Wald, westlich der St 2151, gegenüber dem Feldweg nach Gütenland), Zwei Steinkreuze!/\|BW]] |

### Hofenstetten
| Lage                       | Objekt                                    | Beschreibung | Akten-Nr.      | Bild                         |
| -------------------------- | ----------------------------------------- | --- | -------------- | ---------------------------- |
| Hofenstetten 5 (Standort)  | Katholische Expositurkirche St. Sebastian | Verputzter Walmdachbau mit eingezogenem Polygonchor, darüber Dachreiter mit welscher Haube, 1728; mit Ausstattung. | D-3-76-147-141 | weitere Bilder               |
| Hofenstetten 10 (Standort) | Wohnhaus eines Dreiseithofes              | Zweigeschossiger Satteldachbau mit übereck gestelltem Achteckturm mit Pyramidendach, Putzgliederung mit Ecklisenen und Fensterfaschen, um 1925; Hoftor, verputztes Mauerwerk, rundbogiges Durchfahrtsportal, 19. Jahrhundert. | D-3-76-147-140 | Wohnhaus eines Dreiseithofes |
| Hofenstetten 37 (Standort) | Dreiseithof                               | Wohnstallhaus, erdgeschossiger Halbwalmdachbau mit außenliegendem gewölbtem Keller, im Kern 17./18. Jahrhundert, steinernes Türgewände, bezeichnet mit 1898.                                                                  | D-3-76-147-139 | BW                           |

### Katzdorf
| Lage                   | Objekt                          | Beschreibung | Akten-Nr.      | Bild           |
| ---------------------- | ------------------------------- | --- | -------------- | -------------- |
| Katzdorf 9 (Standort)  | Wallfahrtskirche Mater Dolorosa | Longitudinalbau mit zentraler Rotunde und Kuppelbekrönung, daran angelegt segmentbogig geschlossener Ostchor und Westturm mit welscher Haube, Fassadengestaltung mit Pilastergliederung und Kranzgesims, erste Hälfte 18. Jahrhundert, nach Brand von 1754 erneuert; mit Ausstattung; Rosenkranzsäulen, fünfzehn Bildstöcke, Granitstelen mit Bildnischenaufsatz und Kreuzbekrönung, erste Hälfte 18. Jahrhundert; Kreuzigungsgruppe, Granitsockel mit bekrönendem Eisenkruzifix, farbig gefasst, 18. Jahrhundert; in der Mitte der Rosenkranzsäulen; Friedhofsbegrenzung, verputztes Mauerwerk mit Nischen und Rundbogenportal, 18./19. Jahrhundert. | D-3-76-147-143 | weitere Bilder |
| Katzdorf 18 (Standort) | Ehemaliges Schloss              | Zweigeschossiger Satteldachbau mit korbbogigem Portalgewände aus Granit, im Kern 17. Jahrhundert, nach Brand Anfang des 20. Jahrhunderts verändert und erniedrigt. | D-3-76-147-142 | weitere Bilder |

### Kemnath bei Fuhrn
| Lage                                                | Objekt                                                     | Beschreibung | Akten-Nr.      | Bild           |
| --------------------------------------------------- | ---------------------------------------------------------- | --- | -------------- | -------------- |
| Kemnath bei Fuhrn 4 (Standort)                      | Katholische Pfarrkirche St. Ulrich                         | Flachgedeckte Saalkirche mit eingezogenem, halbkreisförmigem Chorbereich, Westfassadenturm mit Pyramidendach, historisierende Fassadengestaltung mit Lisenengliederung, 1864/65; mit Ausstattung; Kirchhofmauer mit eingelassenen Epitaphien des 19. Jahrhunderts. | D-3-76-147-146 | weitere Bilder |
| Kemnath bei Fuhrn 8; Kemnath bei Fuhrn 6 (Standort) | Brauereigaststätte mit ehemaligem Hofgut, Dreiflügelanlage | Brauereiwirtshaus, zweigeschossiger Walmdachbau mit rundbogigem Durchfahrtsportal, auf hakenförmigem Grundriss, Brauhaus mit großem Gewölbe, bezeichnet mit „1838“; ehemaliger Pferdestall, jetzt Gaststube, zweigeschossiger Satteldachbau mit Ziegelgewölbe, im Kern um 1790; ehemaliges Stallgebäude, Schopfwalmdachbau auf hakenförmigem Grundriss, mit Fachwerkobergeschoss und Tonnengewölbe, 18./19. Jahrhundert. | D-3-76-147-144 | BW             |
| Kemnath bei Fuhrn 29 (Standort)                     | Katholischer Pfarrhof                                      | Zweigeschossiger und verputzter Schopfwalmdachbau mit Risalit, Kranzgesims und hölzernem Erker, um 1900. | D-3-76-147-145 | BW             |
| Vorderer Hammerberg (Standort)                      | Feldkapelle St. Wendelin                                   | Rechteckiger und verputzter Satteldachbau mit flachbogigem Eingangsportal, um 1900. | D-3-76-147-147 | BW             |

### Kleinwinklarn
| Lage                              | Objekt                                              | Beschreibung | Akten-Nr.      | Bild |
| --------------------------------- | --------------------------------------------------- | --- | -------------- | ---- |
| Kirchweg 8; Kirchweg 1 (Standort) | Katholische Filialkirche zum Heiligsten Herzen Jesu | Neuromanischer Satteldachbau mit eingezogener Apsis und verbrettertem Dachreiter mit Pyramidendach, Fassadengestaltung mit Lisenen und Rundbogenfries, 1905; zwei Wegkreuze, Granitstele mit Bildnischenaufsatz und bekrönendem Eisenkruzifix, bezeichnet mit „1909“ und „1930“; östlich und südwestlich der Kirche. | D-3-76-147-184 | BW   |

### Krandorf
| Lage                    | Objekt                 | Beschreibung                             | Akten-Nr.      | Bild |
| ----------------------- | ---------------------- | ---------------------------------------- | -------------- | ---- |
| Krandorf 1 a (Standort) | Ehemaliger Dreiseithof | Wohnhaus Satteldachbau, 17. Jahrhundert. | D-3-76-147-148 | BW   |

### Kröblitz
| Lage                                            | Objekt                                                           | Beschreibung | Akten-Nr.      | Bild           |
| ----------------------------------------------- | ---------------------------------------------------------------- | --- | -------------- | -------------- |
| Druidenstein (am südlichen Ortsrand) (Standort) | Druidensteine                                                    | Gruppe von Granitblöcken, oberster Stein mit Loch und schriftähnlichen Zeichen, darunter liegende mit Rinne und Mulde; auf bewaldetem Hügel                                               | D-3-76-147-150 | weitere Bilder |
| Schloßplatz 1 (Standort)                        | Ehemaliges Schloss, seit 1878 mit Schlossbrauerei und Gaststätte | Zweiflügelanlage, zweigeschossiger Walmdachbau, nördlich mit Kranausleger, barocke Fassadengestaltung mit Pilastergliederung, geohrten Fensterfaschen und gesprengtem Giebelportal, 1835. | D-3-76-147-149 | weitere Bilder |

### Meißenberg
| Lage                                                                                        | Objekt     | Beschreibung | Akten-Nr.      | Bild |
| ------------------------------------------------------------------------------------------- | ---------- | --- | -------------- | --- |
| St 2040 (an der Straße von Neunkirchen-Balbini nach Zeitlarn, 2 km vor Zeitlarn) (Standort) | Kruzifix   | Gusseisen, pyramidenförmig geschlossener Granitpfeiler mit flacher Nische, 19. Jahrhundert, Kreuz möglicherweise erneuert                                                       | D-3-76-147-252 | [[Vorlage:Bilderwunsch/code!/C:49.316373,12.419807!/D:St 2040 (an der Straße von Neunkirchen-Balbini nach Zeitlarn, 2 km vor Zeitlarn), Kruzifix!/\|BW]] |
| Straßäcker (an der alten Straße nach Neukirchen-Balbini) (Standort)                         | Steinkreuz | Verstümmelt und tief versunken, grobkörniger Sandstein, wohl 17. Jahrhundert; dahinter Wegkreuz, Granitstele mit bekrönendem Gusseisenkruzifix, farbig gefasst, 19. Jahrhundert | D-3-76-147-153 | [[Vorlage:Bilderwunsch/code!/C:49.30953,12.43597!/D:Straßäcker (an der alten Straße nach Neukirchen-Balbini), Steinkreuz!/\|BW]]                         |

### Mitteraschau
| Lage                       | Objekt                                         | Beschreibung | Akten-Nr.      | Bild                                |
| -------------------------- | ---------------------------------------------- | --- | -------------- | ----------------------------------- |
| Am Kirchberg 15 (Standort) | Katholische Filialkirche St. Johann der Täufer | Im Kern romanische Chorturmkirche, Fresken von 1358, Langhaus mit Schopfwalmdach, bezeichnet mit „1786“, überwiegend verputztes Granitmauerwerk mit einfacher Putzbänderung, Turmhelm 19. Jahrhundert; mit Ausstattung. | D-3-76-147-157 | weitere Bilder                      |
| An der Ascha 2 (Standort)  | Ehemalige Mühle, östlicher Wohnteil            | Zweigeschossiger und verputzter Bruchsteinbau mit Satteldach und eingezogenem Korbbogenportal, wohl 16./17. Jahrhundert.                                                                                                | D-3-76-147-155 | Ehemalige Mühle, östlicher Wohnteil |

### Mitterauerbach
| Lage                         | Objekt                               | Beschreibung | Akten-Nr.      | Bild                                |
| ---------------------------- | ------------------------------------ | --- | -------------- | ----------------------------------- |
| Mitterauerbach 2 (Standort)  | Dreiseithof, ehemaliger Schiederhof  | Wohnhaus, erdgeschossiger und massiver Satteldachbau mit Zwerchhaus und Flachbogenfenstern, Eingangsportal mit Sandsteingewände, Ende 18. Jahrhundert, Umbau mit Zwerchhaus um 1908; Remise, Holzständerbau mit Satteldach, erstes Drittel 19. Jahrhundert; Stadel mit Rossstall, Holzständerbau mit Satteldach, erstes Drittel 20. Jahrhundert.              | D-3-76-147-158 | Dreiseithof, ehemaliger Schiederhof |
| Mitterauerbach 10 (Standort) | Katholische Kirche Unsere Liebe Frau | Saalkirche mit flachgedecktem Langhaus und mehrseitig geschlossenem Chor, nördlicher Chorflankenturm mit leicht vorspringendem Obergeschoss und Pyramidendach, Chor und Turm um 1400, Langhaus 1778 verlängert und erhöht; mit Ausstattung; Friedhofsmauer, verputztes Mauerwerk, nördlich lanzettbogenförmiges Portal mit Sandsteingewände, 18. Jahrhundert. | D-3-76-147-159 | weitere Bilder                      |
| Mitterauerbach 11 (Standort) | Mesnerhaus                           | Erdgeschossiger und verputzter Satteldachbau, Fenster mit Sandsteingewände; Stallstadel, erdgeschossiger und verbretterter Ständerbau mit Satteldach und kleinerem Anbau im Westen; Mitte 19. Jahrhundert. | D-3-76-147-160 | BW                                  |

### Mittermurnthal
| Lage                        | Objekt                                | Beschreibung | Akten-Nr.      | Bild           |
| --------------------------- | ------------------------------------- | --- | -------------- | -------------- |
| Mittermurnthal 1 (Standort) | Ehemalige Glasschleife und Polierwerk | Dreiseitanlage; Wohnhaus, zweigeschossiger Massivbau mit auskragendem Walmdach, Zwerchhäusern und Standerker, Südseite mit Portikus, Fassadengestaltung mit Ecklisenen und Gesimsgliederung, 1913; ehemaliges Glaslagergebäude, lang gestreckter, erdgeschossiger Satteldachbau; ehemaliges Poliergebäude, zweigeschossiger und verputzter Satteldachbau; Wasserkanal; 19. Jahrhundert. | D-3-76-147-161 | weitere Bilder |

### Neuhäusl
| Lage                            | Objekt                                              | Beschreibung | Akten-Nr.      | Bild           |
| ------------------------------- | --------------------------------------------------- | --- | -------------- | -------------- |
| Kemnath bei Fuhrn 35 (Standort) | Wallfahrtskirche St. Maria und Johannes von Nepomuk | Satteldachbau mit eingezogenem Polygonchor und südlichem Vorzeichen, verschindelter Giebelreiter mit Glockendach, einfache Putzgliederung, 1750; mit Ausstattung. | D-3-76-147-126 | weitere Bilder |

### Obermurnthal
| Lage                      | Objekt                                | Beschreibung | Akten-Nr.      | Bild           |
| ------------------------- | ------------------------------------- | --- | -------------- | -------------- |
| Obermurnthal 1 (Standort) | Ehemalige Glasschleife und Polierwerk | Zwei lang gestreckte Satteldachbauten aus partiell verputztem Bruchsteinmauerwerk, Fenster mit Granitsteingewände; erste Hälfte 19. Jahrhundert. | D-3-76-147-162 | weitere Bilder |

### Penting
| Lage                                                               | Objekt                               | Beschreibung | Akten-Nr.      | Bild |
| ------------------------------------------------------------------ | ------------------------------------ | --- | -------------- | --- |
| Bucher Straße 3 (Standort)                                         | Zugehöriger Erdstall                 | Wohl mittelalterlich. | D-3-76-147-163 | BW |
| Bucher Straße 6 (Standort)                                         | Pfarrhof                             | Pfarrhaus, zweigeschossiger und verputzter Walmdachbau über hohem Kellergeschoss, 17. Jahrhundert; Hofmauer, mit rundbogigem Durchfahrtstor, bezeichnet mit „1611“; östliches Stallgebäude, erdgeschossiger und verputzter Satteldachbau, mit Gewölbe, Anfang 19. Jahrhundert; nördliches Stallgebäude, stattlicher eingeschossiger Satteldachbau, Anfang 19. Jahrhundert. | D-3-76-147-165 | BW |
| Zur Kirche 1; Zur Kirche 3; Zur Kirche 7 (Standort)                | Katholische Pfarrkirche St. Nikolaus | Flachgedeckte Saalkirche mit eingezogenem Polygonchor, Fassadengestaltung mit Putzbänderung und Kranzgesims, um 1700, südliche Langhauswand und ehemaliger Chorturm im Südosten im Kern spätromanisch, vorgelagerter Südturm mit Pyramidendach und Lisenen, um 1850; mit Ausstattung; Kirchhofmauer, Bruchsteinmauerwerk, 18./19. Jahrhundert.                             | D-3-76-147-166 | weitere Bilder |
| Ödholzäcker (am Waldweg von der Dorfmühle nach Penting) (Standort) | Schauerkreuz                         | Reliefierte Stele mit bekrönendem Eisenkreuz, Sandstein, 19. Jahrhundert; | D-3-76-147-128 | [[Vorlage:Bilderwunsch/code!/C:49.331387,12.367241!/D:Ödholzäcker (am Waldweg von der Dorfmühle nach Penting), Schauerkreuz!/\|BW]] |

### Pettendorf
| Lage                    | Objekt             | Beschreibung | Akten-Nr.      | Bild           |
| ----------------------- | ------------------ | --- | -------------- | -------------- |
| Pettendorf 7 (Standort) | Ehemaliges Schloss | Viergeschossiger Satteldachbau mit spitzbogigem Eingang, an der östlichen Giebelseite Flacherker aus Sandstein mit gotischem Maßwerkfenster, über Konsolen mit Wappenschildern, Anfang 15. Jahrhundert. | D-3-76-147-168 | weitere Bilder |

### Pissau
| Lage                 | Objekt      | Beschreibung | Akten-Nr.      | Bild        |
| -------------------- | ----------- | --- | -------------- | ----------- |
| In Pissau (Standort) | Feldkapelle | Rechteckiger Satteldachbau mit Flachbogenportal, Putzgliederung und profiliertem Traufgesims, 19. Jahrhundert; am südlichen Ortsausgang. | D-3-76-147-169 | Feldkapelle |

### Sankt Leonhard
| Lage                      | Objekt                                    | Beschreibung | Akten-Nr.      | Bild |
| ------------------------- | ----------------------------------------- | --- | -------------- | ---- |
| St. Leonhard 2 (Standort) | Katholische Wallfahrtskirche St. Leonhard | Verputzter Satteldachbau mit eingezogenem Polygonchor und Dachreiter mit Zwiebelhaube, mit profiliertem Traufgesims und Pilasterportal, Chor spätgotisch, Langhaus und Dachreiter 18. Jahrhundert; Nischenfigur heiliger Leonard, farbig gefasstes Holz, 18./19. Jahrhundert; an der westlichen Giebelseite. | D-3-76-147-176 | BW   |

### Seebarn
| Lage                                  | Objekt                                                                         | Beschreibung | Akten-Nr.      | Bild                                                                                       |
| ------------------------------------- | ------------------------------------------------------------------------------ | --- | -------------- | ------------------------------------------------------------------------------------------ |
| Kirchplatz (vor Nr. 3) (Standort)     | Backofen                                                                       | Rechteckiger und überwiegend verputzter Satteldachbau aus Granitquaderwerk, wohl 17. Jahrhundert | D-3-76-147-171 | [[Vorlage:Bilderwunsch/code!/C:49.3308,12.4562!/D:Kirchplatz (vor Nr. 3), Backofen!/\|BW]] |
| Kirchplatz 1 (Standort)               | Kelleranlage eines ehemaligen Kleinbauern- und Brauhauses (1922 neu errichtet) | Verzweigter Gewölbekeller mit architektonisch gefasstem Mundloch, 18./frühes 19. Jahrhundert. | D-3-76-147-187 | BW                                                                                         |
| Kirchplatz 4 (Standort)               | Ehemaliges Schulhaus                                                           | Zweigeschossiger Halbwalmdachbau mit Putzbänderung, 19. Jahrhundert. | D-3-76-147-173 | BW                                                                                         |
| Kirchplatz 6; Kirchplatz 4 (Standort) | Katholische Pfarrkirche Mariä Himmelfahrt                                      | Saalkirche mit flachbogiger Stichkappentonne und eingezogenem Polygonchor mit Kreuzrippengewölbe, nördlicher Chorflankenturm mit Pyramidendach, Langhaus mit Satteldach und neugotischer Fassadengestaltung, Turm romanisch, Chor gotisch um 1400, Langhaus um 1910 möglicherweise von Heinrich Hauberrisser; mit Ausstattung; Ölbergkapelle, schmaler Pultdachbau mit segmentbogiger Gewändeöffnung, darin überlebensgroße, spätgotische Figurengruppe, farbig gefasster Stein, 1510, Wandgemälde spätes 19./Anfang 20. Jahrhundert, 2005 neu gestaltet; nördlich des Langhauses; ehemaliger Wehrturm der mittelalterlichen Kirchhofbefestigung, sogenannter Schulturm, hoher Rechteckturm mit Pyramidendach, rundbogigem Durchfahrtstor und Putzbänderung, 15. Jahrhundert; Teil der Kirchhofmauer, Bruchsteinmauerwerk, 19. Jahrhundert. | D-3-76-147-175 | weitere Bilder                                                                             |
| Kirchplatz 8, 10 (Standort)           | Ehemaliger Pfarrhof, heute bäuerliches Heimatmuseum                            | Zweigeschossiger Massivbau mit hohem Walmdach und Putzbänderung, 17./18. Jahrhundert; Stall, erdgeschossiger und verputzter Satteldachbau, Fenster mit Granitgewände, Türsturz bezeichnet mit „1871“; im Bereich der Pfarrökonomie 1992 wiedererrichtet; ehemaliger Getreidekasten, Kniestock-Blockbau über erdgeschossigem Ständerwerk mit Satteldach, Ende 18./Anfang 19. Jahrhundert; aus Happassenried 1992 hierher transferiert; Scheune, 4/4-Ständerbaukonstruktion mit Mitteltenne und Satteldach, in der handwerklichen Tradition des 18./19. Jahrhundert, bezeichnet mit „1908“; aus Buchendorf/Lkr. Cham 1992 hierher transferiert; Hofmauer mit Rundbogentor, teils verputztes Bruchsteinmauerwerk, neubarock, um 1910, ältere Bautafel bezeichnet mit „1801“.                                                                   | D-3-76-147-172 | BW                                                                                         |
| Stettner Weg 2 (Standort)             | Wegkapelle                                                                     | Rechteckiger Satteldachbau mit eingezogener Apsis und Glockengiebel, 19. Jahrhundert | D-3-76-147-177 | BW                                                                                         |

### Thann
| Lage                                                         | Objekt       | Beschreibung | Akten-Nr.      | Bild |
| ------------------------------------------------------------ | ------------ | --- | -------------- | --- |
| in Thann (zwischen den Anwesen Nr. 14 und Nr. 16) (Standort) | Schauerkreuz | Kreuzigungsgruppe mit Wettermantel, Holz, farbig gefasst, 19. Jahrhundert; Backofen, Satteldachbau aus Granitquaderwerk mit Rundbogennische; zweite Hälfte 19. Jahrhundert | D-3-76-147-178 | [[Vorlage:Bilderwunsch/code!/C:49.32597,12.4711!/D:in Thann (zwischen den Anwesen Nr. 14 und Nr. 16), Schauerkreuz!/\|BW]] |

### Untermurnthal
| Lage                         | Objekt                                 | Beschreibung                                                                                  | Akten-Nr.      | Bild           |
| ---------------------------- | -------------------------------------- | --------------------------------------------------------------------------------------------- | -------------- | -------------- |
| Untermurnthal 1 A (Standort) | Ehemalige Glasschleife, heute Wohnhaus | Lang gestreckter, zweigeschossiger Satteldachbau, 19. Jahrhundert, hölzerne Außentreppe 2004. | D-3-76-147-179 | weitere Bilder |

### Warberg
| Lage                                            | Objekt      | Beschreibung | Akten-Nr.      | Bild           |
| ----------------------------------------------- | ----------- | --- | -------------- | -------------- |
| Die Rast (600 m östlich von Warberg) (Standort) | Rastkapelle | Rechteckiger und verputzter Satteldachbau mit Portikus, zweite Hälfte 19. Jahrhundert; in der Waldabteilung Rast | D-3-76-147-180 | weitere Bilder |

### Zeitlarn
| Lage                                             | Objekt     | Beschreibung            | Akten-Nr.      | Bild |
| ------------------------------------------------ | ---------- | ----------------------- | -------------- | --- |
| Lange Leiten (am nördlichen Ortsrand) (Standort) | Steinkreuz | Granit, 17. Jahrhundert | D-3-76-147-181 | [[Vorlage:Bilderwunsch/code!/C:49.33218,12.39755!/D:Lange Leiten (am nördlichen Ortsrand), Steinkreuz!/\|BW]] |

## Ehemalige Baudenkmäler
In diesem Abschnitt sind Objekte aufgeführt, die früher einmal in der Denkmalliste eingetragen waren, jetzt aber nicht mehr. Objekte, die in anderem Zusammenhang also z. B. als Teil eines Baudenkmals weiter eingetragen sind, sollen hier nicht aufgeführt werden. Aktennummern in diesem Abschnitt sind ehemalige, jetzt nicht mehr gültige Aktennummern.

| Lage                                                          | Objekt                                     | Beschreibung | Akten-Nr.      | Bild                              |
| ------------------------------------------------------------- | ------------------------------------------ | --- | -------------- | --------------------------------- |
| Neunburg Am Bügerl 1 (Standort)                               | Traufseithaus                              | 18. Jahrhundert. | D-3-76-147-2   | BW                                |
| Neunburg Am Bügerl 33 (Standort)                              | Erdgeschossiges Giebelhaus                 | 18./19. Jahrhundert. | D-3-76-147-17  | Erdgeschossiges Giebelhaus        |
| Neunburg Am Bügerl 41 (Standort)                              | Erdgeschossiges abgewalmtes Satteldachhaus | 18. Jahrhundert, mit korbbogiger Einfahrt.                                                                                        | D-3-76-147-19  | BW                                |
| Neunburg Am Stadtgraben 2 (Standort)                          | Satteldachhaus                             | Mittelteil 18. Jahrhundert, verändert.                                                                                            | D-3-76-147-22  | BW                                |
| Neunburg Austraße 18 (Standort)                               | Ehemaliges Wohnstallhaus                   | 19. Jahrhundert. | D-3-76-147-24  | BW                                |
| Neunburg Bachgasse 2 (Standort)                               | Walmdachhaus                               | 17./18. Jahrhundert. | D-3-76-147-25  | BW                                |
| Neunburg Bachgasse 5 (Standort)                               | Schmiede                                   | Giebelbau, im Kern 18. Jahrhundert.                                                                                               | D-3-76-147-26  | Schmiede                          |
| Neunburg Hauptstraße 34 (Standort)                            | Stein mit Jahrzahl                         | In der Hausfassade Stein mit Jahrzahl 1569.                                                                                       | D-3-76-147-54  | Stein mit Jahrzahl                |
| Neunburg Hauptstraße 49 (Standort)                            | Ehemaliger Gasthof Goldenes Kreuz          | Im Kern 18. Jahrhundert, Vorderhaus verändert.                                                                                    | D-3-76-147-59  | Ehemaliger Gasthof Goldenes Kreuz |
| Neunburg Ledererstraße 1 (Standort)                           | Ehemaliges Ledererhaus                     | Satteldachbau mit einseitigem Halbwalm und Tordurchfahrt, zweite Hälfte 18. Jahrhundert.                                          | D-3-76-147-186 | BW                                |
| Neunburg Rötzer Straße 1 a (Standort)                         | Klostergartenmauer                         | Zugehöriges Teilstück der Klostergartenmauer, um 1725.                                                                            | D-3-76-147-105 | BW                                |
| Neunburg Vorstadt 5, 7 (Standort)                             | Ehemalige Posthalterei                     | Walmdacheckbau mit Schweifgiebel auf Nr. 7, Anfang 18. Jahrhundert, Südwestflügel später verändert, Gewölbe, leere Muschelnische. | D-3-76-147-115 | Ehemalige Posthalterei            |
| Neunburg Vorstadt 12 (Standort)                               | Satteldachhaus                             | Im Kern 17./18. Jahrhundert. | D-3-76-147-118 | BW                                |
| Neunburg Webergasse 1 (Standort)                              | Ehemaliges Gasthaus                        | Satteldachbau, im Kern 17./18. Jahrhundert, Stallanbau mit Gewölbe.                                                               | D-3-76-147-119 | weitere Bilder                    |
| Fuhrn Auf Bergkuppe nördlich (Standort)                       | Burgstall Ramberg                          | Reste der Graben- und Wallanlage, mittelalterlich                                                                                 | D-3-76-147-135 | weitere Bilder                    |
| Haslarn 500 Meter südlich am Feldweg nach Traunhof (Standort) | Burgstall, sogenanntes Bürgl               | Runde Schanze, mittelalterlich | D-3-76-147-138 | BW                                |
| Meißenberg Meißenberg 3 (Standort)                            | Waldlerhaus                                | Obergeschoss Blockbau, 19. Jahrhundert, Erdgeschoss neu ausgemauert.                                                              | D-3-76-147-151 | BW                                |
| Meißenberg Meißenberg 16 (Standort)                           | Zugehöriger Erdstall                       | Wohl mittelalterlich, teilweise zugänglich.                                                                                       | D-3-76-147-152 | BW                                |
| Mitteraschau Haus Nr. 11 (Standort)                           | Ehemaliges Wohnstallhaus                   | 18. Jahrhundert, erdgeschossiger Satteldachbau mit seitlich vorgezogenem Greddach.                                                | D-3-76-147-154 | BW                                |
| Penting An der Straße nach Bodenwöhr ()                       | Arma-Christi-Kreuz                         | 19. Jahrhundert | D-3-76-147-167 |                                   |
| Reis Reis 5 (Standort)                                        | Zugehöriger Erdstall                       | Wohl mittelalterlich, teilweise zugänglich.                                                                                       | D-3-76-147-170 | BW                                |

## Abgegangene Baudenkmäler
In diesem Abschnitt sind Objekte aufgeführt, die früher einmal in der Denkmalliste eingetragen waren, jetzt aber nicht mehr existieren, z. B. weil sie abgebrochen wurden. Aktennummern in diesem Abschnitt sind ehemalige, jetzt nicht mehr gültige Aktennummern.

| Lage                                    | Objekt                                              | Beschreibung | Akten-Nr.      | Bild                                                |
| --------------------------------------- | --------------------------------------------------- | --- | -------------- | --------------------------------------------------- |
| Neunburg Im Berg 8 (Standort)           | Treppenturm des ehemaligen sogenannten Peterhäusels | Pyramidendach, um 1900. Im Jahr 2017 vollständig abgerissen. Seitdem Kiesfläche.                                                                                    | D-3-76-147-72  | Treppenturm des ehemaligen sogenannten Peterhäusels |
| Baumhof Baumhof 3 (Standort)            | Ehemalige Weiß-Mühle                                | Langgestreckter Walmdachflügel, im Kern 17./18. Jahrhundert. 2013 abgerissen.                                                                                       | D-3-76-147-124 | BW                                                  |
| Mitteraschau Am Kirchberg 17 (Standort) | Ehemaliges Wohnstallhaus                            | Erdgeschossiger und teils verputzter Bruchsteinmauerwerksbau mit Halbwalmdach, Fenster mit Sandsteingewände, zweite Hälfte 19. Jahrhundert. Haus wurde abgebrochen. | D-3-76-147-156 | weitere Bilder                                      |
| Penting Bucher Straße 2 (Standort)      | Gasthof                                             | Halbwalmdachbau, im Kern 18. Jahrhundert. Abriss um 1970. | D-3-76-147-164 | BW                                                  |